# Erik Fredriksson
Erik Fredriksson (Tidaholm, 13 februari 1943) is een Zweeds voormalig voetbalscheidsrechter. Hij leidde zowel op nationaal als internationaal niveau wedstrijden, waaronder vier duels op het Wereldkampioenschap voetbal. Buiten het voetbal om was Fredriksson actief als accountant.
Fredriksson was enkele jaren alleen actief op nationaal niveau in de Zweedse competitie voordat hij internationaal werd aangesteld bij wedstrijden. In de jaren 80 en 90 was hij een van de meest belangrijke scheidsrechters in het Europees voetbal, wat blijkt uit de diverse toernooien waar hij aanwezig was. Hij leidde zijn eerste interlandwedstrijd op 15 augustus 1974, een duel op het Noords voetbalkampioenschap en daarnaast ook een kwalificatiewedstrijd voor de Olympische Zomerspelen 1976, tussen Noorwegen en Finland (1-2). In 1982 werd hij door de FIFA naar Spanje gestuurd, waar hij een groepswedstrijd tussen Joegoslavië en Noord-Ierland in goede banen moest leiden. Op 30 mei 1984 kreeg Fredriksson de finale van de Europacup I van het seizoen 1983/84 aangewezen tussen Liverpool FC en AS Roma (1-1, 4-2 na strafschoppen). Op 13 juni leidde hij een groepswedstrijd op het Wereldkampioenschap voetbal 1990 tussen Argentinië en de Sovjet-Unie (2-0). Diego Maradona maakte in deze wedstrijd in zijn eigen strafschopgebied hands, hetgeen het elftal van de Sovjet-Unie een strafschop op had moeten leveren. Fredriksson deed echter niets. Maradona erkende later dat hij onbedoeld de bal met zijn hand uit het doel geweerd had. Na afloop van de wedstrijd werd protest aangetekend tegen Fredriksson en de nederlaag die uiteindelijk voor uitschakeling van de Sovjets zorgde. De vicepresident van de voetbalbond van de Sovjet-Unie zei dat als Fredriksson enige moraliteit bezat, hij zijn spullen zou moeten pakken, zijn scheidsrechterslicentie zou moeten verbranden en het voetbal voorgoed moest verlaten. Een jaar later leidde Fredriksson zijn laatste interland en eindigde hij zijn carrière als professioneel voetbalscheidsrechter. In totaal floot hij 43 interlands, een record onder Zweedse scheidsrechters.

## Interlands
| Datum             | Plaats                       | Wedstrijd                                    | Uitslag | Competitie                          | Kreeg geel | Kreeg voor de tweede keer geel en dus rood | Weggestuurd |
| ----------------- | ---------------------------- | -------------------------------------------- | ------- | ----------------------------------- | ---------- | ------------------------------------------ | ----------- |
| 15 augustus 1974  | Oslo, Noorwegen              | Noorwegen – IJsland                          | 1 – 2   | Noords voetbalkampioenschap         | 0          | 0                                          | 0           |
| 7 september 1974  | Wrocław, Polen               | Polen – Frankrijk                            | 0 – 2   | Vriendschappelijk                   | 1          | 0                                          | 0           |
| 15 mei 1975       | Helsinki, Finland            | Finland – Noorwegen                          | 3 – 5   | Noords voetbalkampioenschap         | 0          | 0                                          | 0           |
| 12 oktober 1975   | Leipzig, DDR                 | Duitse Democratische Republiek – Frankrijk   | 2 – 1   | Kwalificatie EK 1976                | 2          | 0                                          | 0           |
| 19 mei 1976       | Kuopio, Finland              | Finland – Zwitserland                        | 1 – 0   | Vriendschappelijk                   | 1          | 0                                          | 0           |
| 21 mei 1978       | Oslo, Noorwegen              | Noorwegen – Ierland                          | 0 – 0   | Vriendschappelijk                   | 0          | 0                                          | 0           |
| 20 september 1978 | Helsinki, Finland            | Finland – Hongarije                          | 2 – 1   | Kwalificatie EK 1980                | 3          | 0                                          | 0           |
| 26 oktober 1979   | Stavanger, Noorwegen         | Noorwegen – Finland                          | 1 – 1   | Kwalificatie Olympische Spelen 1980 | 0          | 0                                          | 0           |
| 22 november 1979  | Londen, Engeland             | Engeland – Bulgarije                         | 2 – 0   | Kwalificatie EK 1980                | 0          | 0                                          | 0           |
| 3 december 1980   | Praag, Tsjecho-Slowakije     | Tsjecho-Slowakije – Turkije                  | 2 – 0   | Kwalificatie WK 1982                | 3          | 0                                          | 1           |
| 22 november 1981  | Düsseldorf, West-Duitsland   | West-Duitsland – Bulgarije                   | 4 – 0   | Kwalificatie WK 1982                | 2          | 0                                          | 0           |
| 17 juni 1982      | Zaragoza, Spanje             | Noord-Ierland – Joegoslavië                  | 0 – 0   | WK 1982                             | 1          | 0                                          | 0           |
| 4 mei 1983        | Helsinki, Finland            | Finland – Polen                              | 0 – 4   | Kwalificatie Olympische Spelen 1984 | 0          | 0                                          | 0           |
| 1 juni 1983       | Londen, Engeland             | Engeland – Schotland                         | 2 – 0   | British Championship                | 0          | 0                                          | 0           |
| 21 september 1983 | Belfast, Noord-Ierland       | Noord-Ierland – Oostenrijk                   | 3 – 1   | Kwalificatie EK 1984                | 1          | 0                                          | 0           |
| 29 oktober 1983   | Stavanger, Noorwegen         | Noorwegen – Duitse Democratische Republiek   | 1 – 1   | Kwalificatie Olympische Spelen 1984 | 0          | 0                                          | 0           |
| 14 december 1983  | Cardiff, Wales               | Wales – Joegoslavië                          | 1 – 1   | Kwalificatie EK 1984                | 0          | 0                                          | 0           |
| 13 juni 1984      | Lens, België                 | België – Joegoslavië                         | 2 – 0   | EK 1984                             | 1          | 0                                          | 0           |
| 12 september 1984 | Zwickau, DDR                 | Duitse Democratische Republiek – Griekenland | 1 – 0   | Vriendschappelijk                   | 0          | 0                                          | 0           |
| 17 oktober 1984   | Sevilla, Spanje              | Spanje – Wales                               | 3 – 0   | Kwalificatie WK 1986                | 2          | 0                                          | 0           |
| 3 april 1985      | Sarajevo, Joegoslavië        | Joegoslavië – Frankrijk                      | 0 – 0   | Kwalificatie WK 1986                | 0          | 0                                          | 0           |
| 13 november 1985  | Londen, Engeland             | Engeland – Noord-Ierland                     | 0 – 0   | Kwalificatie WK 1986                | 0          | 0                                          | 0           |
| 9 april 1986      | Sofia, Bulgarije             | Bulgarije – Denemarken                       | 3 – 0   | Vriendschappelijk                   | 0          | 0                                          | 0           |
| 30 april 1986     | Oslo, Noorwegen              | Noorwegen – Argentinië                       | 1 – 0   | Vriendschappelijk                   | 0          | 0                                          | 0           |
| 31 mei 1986       | Mexico-Stad, Mexico          | Bulgarije – Italië                           | 1 – 1   | WK 1986                             | 3          | 0                                          | 0           |
| 15 juni 1986      | León, Mexico                 | België – Sovjet-Unie                         | 4 – 3   | WK 1986                             | 2          | 0                                          | 0           |
| 10 september 1986 | Glasgow, Schotland           | Schotland – Bulgarije                        | 0 – 0   | Kwalificatie EK 1988                | 1          | 0                                          | 0           |
| 24 september 1986 | Kopenhagen, Denemarken       | Denemarken – West-Duitsland                  | 0 – 2   | Vriendschappelijk                   | 1          | 0                                          | 0           |
| 29 april 1987     | Kiev, Oekraïne               | Sovjet-Unie – Duitse Democratische Republiek | 2 – 0   | Kwalificatie EK 1988                | 1          | 0                                          | 0           |
| 28 mei 1987       | Helsinki, Finland            | Finland – Brazilië                           | 2 – 3   | Vriendschappelijk                   | 1          | 0                                          | 0           |
| 11 november 1987  | Praag, Tsjecho-Slowakije     | Tsjecho-Slowakije – Wales                    | 2 – 0   | Kwalificatie EK 1988                | 1          | 0                                          | 0           |
| 14 juni 1988      | Frankfurt am Main, Duitsland | Italië – Spanje                              | 1 – 0   | EK 1988                             | 1          | 0                                          | 0           |
| 7 augustus 1988   | Reykjavik, IJsland           | IJsland – Bulgarije                          | 2 – 3   | Vriendschappelijk                   | 0          | 0                                          | 0           |
| 19 november 1988  | Belgrado, Joegoslavië        | Joegoslavië – Frankrijk                      | 3 – 2   | Kwalificatie WK 1990                | 6          | 0                                          | 0           |
| 26 april 1989     | Rotterdam, Nederland         | Nederland – West-Duitsland                   | 1 – 1   | Kwalificatie WK 1990                | 2          | 0                                          | 0           |
| 23 mei 1989       | Londen, Engeland             | Engeland – Chili                             | 0 – 0   | Rous Cup                            | 4          | 0                                          | 0           |
| 18 juni 1989      | Kopenhagen, Denemarken       | Denemarken – Brazilië                        | 4 – 0   | Vriendschappelijk                   | 2          | 0                                          | 0           |
| 6 september 1989  | Belfast, Noord-Ierland       | Noord-Ierland – Hongarije                    | 1 – 2   | Kwalificatie WK 1990                | 3          | 0                                          | 0           |
| 13 juni 1990      | Napels, Italië               | Argentinië – Sovjet-Unie                     | 2 – 0   | WK 1990                             | 6          | 0                                          | 1           |
| 12 september 1990 | Londen, Engeland             | Engeland – Hongarije                         | 1 – 0   | Vriendschappelijk                   | 2          | 0                                          | 0           |
| 17 oktober 1990   | Dublin, Ierland              | Ierland – Turkije                            | 5 – 0   | Kwalificatie EK 1992                | 5          | 0                                          | 0           |
| 27 maart 1991     | Glasgow, Schotland           | Schotland – Bulgarije                        | 1 – 1   | Kwalificatie EK 1992                | 3          | 0                                          | 0           |
| 20 november 1991  | Parijs, Frankrijk            | Frankrijk – IJsland                          | 3 – 1   | Kwalificatie EK 1992                | 1          | 0                                          | 0           |

Bijgewerkt tot en met 29 december 2013